# 신우구 (우시시)

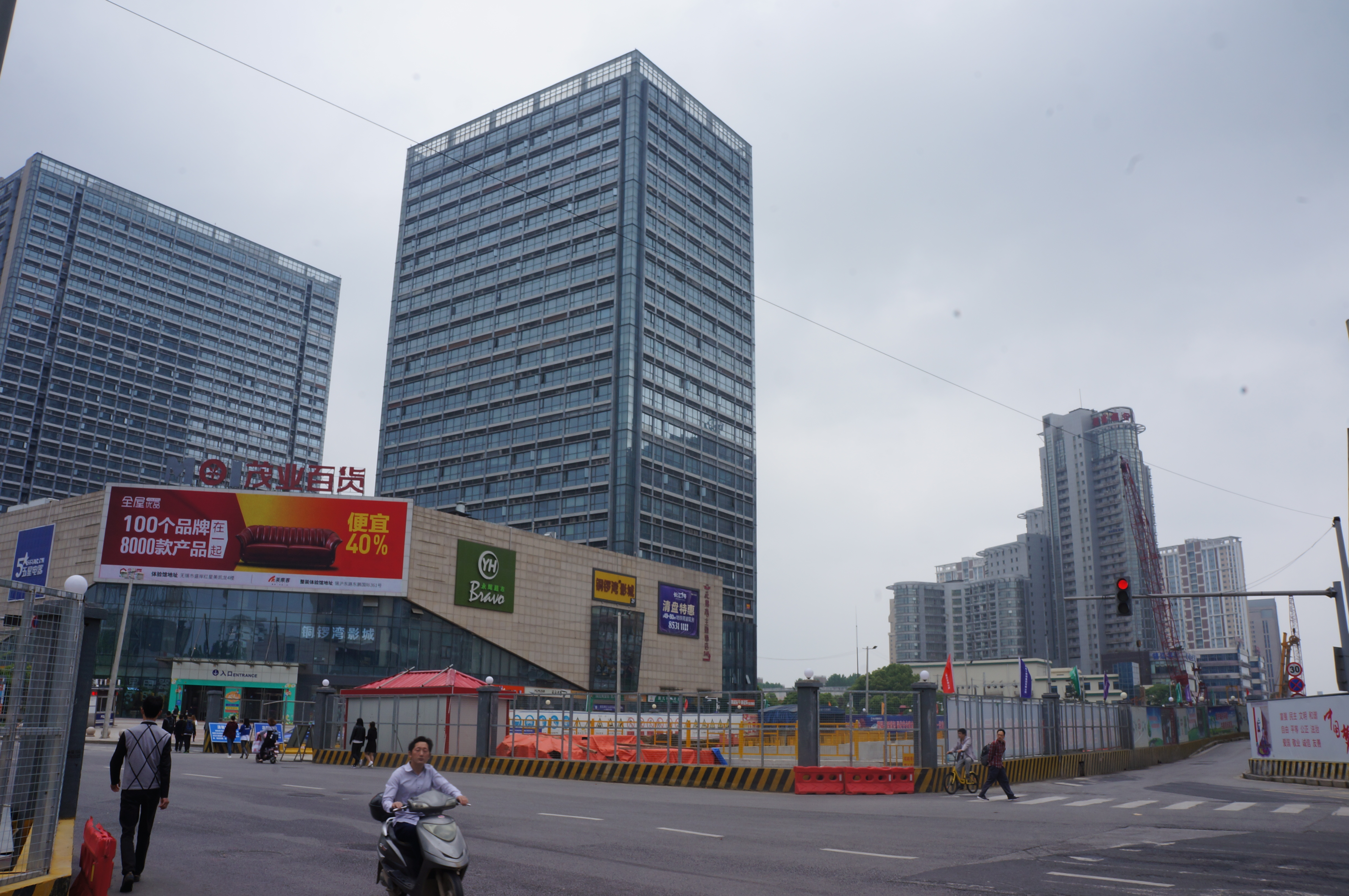

신우구(한국어: 신오구, 중국어: 新吴区, 병음: Xīnwú Qū)는 중화인민공화국 장쑤성 우시 시의 현급 행정 구역으로 면적은 219km2, 인구는 536,807명(2015년 기준)이다. 1992년 외국 기업을 유치하기 위한 목적으로 설치된 공업 지구인 우시 신구(한국어: 무석신구, 중국어 간체자: 无锡新区, 정체자: 無錫新區, 병음: Wúxī Xīnqū)가 신설되었다. 2015년 10월 시할구로 승격되면서 지금과 같은 이름으로 바뀌었다.

## 행정 구역
6개 가도를 관할한다.
- 가도: 旺庄街道, 硕放街道, 江溪街道, 梅村街道, 鸿山街道, 新安街道